# Samuel Roxy Rothafel
Samuel "Roxy" Rothafel, nato Samuel Lionel Rothapfel, (Stillwater, 8 luglio 1882 – New York, 13 gennaio 1936), è stato un impresario teatrale e compositore statunitense.

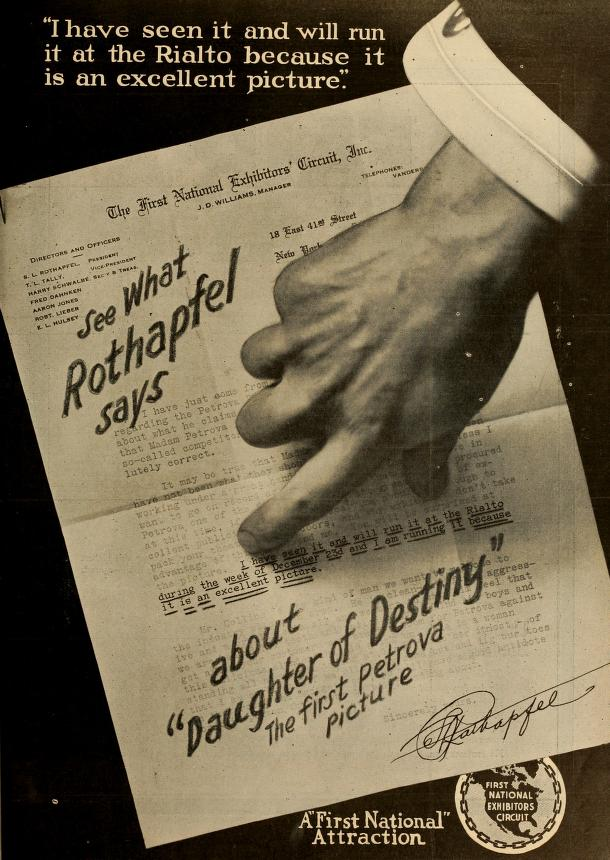
Pubblicità, 1918

Conosciuto familiarmente con il solo nomignolo di Roxy, fu uno dei personaggi più noti dello spettacolo a New York. Famose le prime nei suoi teatri per le grandi produzioni di film hollywoodiani. Rothafel aprì, l'11 aprile 1927, il Roxy Theatre.
Roxy presentò nelle sue sale una serie di corti intitolata Movies of the Future proposti dall'inventore William Van Doren Kelley, che utilizzava il sistema Prizma per stampare i film in un primitivo 3-D.
Tra il 1927 e il 1932 nella radio NBC Blue network condusse anche la sua trasmissione radiofonica  chiamata The Roxy Hour.

## Filmografia
- Fighting Along the Piave documentario (1918)